# Réna
Réna är en kulle i Tjeckien. Den ligger i den sydöstra delen av landet, 180 km sydost om huvudstaden Prag. Toppen på Réna är 319 meter över havet.
Terrängen runt Réna är platt österut, men västerut är den kuperad.Runt Réna är det ganska tätbefolkat, med 120 invånare per kvadratkilometer. Närmaste större samhälle är Brno, 19,4 km nordost om Réna. Trakten runt Réna består till största delen av jordbruksmark.